# Emilio Pucci
Emilio Pucci di Barsento, född 20 november 1914 i Neapel, Italien, död 29 november 1992 i Florens, Italien, var en italiensk markis och modeskapare med eget modehus sedan 1950 i familjens palats i Florens, Palazzo Pucci. 

## Biografi
År 1932 var Pucci med i den olympiska truppen i vinterolympiaden i Zermatt. Senare studerade han i USA, gick med i italienska flygvapnet och blev pilot. Han syntes ofta i skidspåren i Alperna i egenhändigt designade sportkläder. 
Puccis skidkläder var revolutionerande. Han var den förste som formgav en overall för skidåkning. 1950 startade han sitt eget modehus och blev snabbt känd för sina eleganta mönsterkompositioner. Kalejdoskopiska mönster, ofta geometriska, i kraftiga, bjärt kontrasterade färger blev hans signum.
År 1959 gifte han sig med den romerska baronessan Cristina Nannini di Casabianca och fick två barn.
Pucci blev snabbt känd världen över och kom att skapa kläder för Jackie Onassis, Grace Kelly, Elizabeth Taylor med fler kända filmskådespelerskor. 1962 begravdes Marilyn Monroe i en grön sidenklänning, skapad av Emilio Pucci.
Pucci mötte ofta Coco Chanel, och hon inspirerade honom att skapa en egen parfym. 1965 grundade han sitt eget parfymhus, och hans parfym Eau de Toilette Vivara kom att säljas över hela världen. Flaskan designades av Rigaud och kartongen dekorerades med Puccis mönster "Vivara" i blå, turkos och lila nyanser. Vivara är namnet på en liten ö i Neapelbukten.